# Martin Friedrich Creutz
Martin Friedrich Creutz, ab 1710 von Creutz (* um 1670; † 1735) war ein preußischer Landbaudirektor und Kammerrat. Als Landbaudirektor entwarf er die Deichordnung für das Projekt des trockenzulegenden Oderbruches. Sein Bruder war der preußische Staatsminister Ehrenreich Bogislaus von Creutz († 1733).
Creutz arbeitete in Berlin als Architekt an mehreren Häusern. 1706 war er in verschiedenen Ämtern der Brandenburger Neumark als Ingenieur tätig. Sein Spezialgebiet waren Wasserbauten und Oekonomiegebäude.
Er wurde vom preußischen König Friedrich I. am 12. Februar 1710 für seine Leistungen geadelt.